# سیارک ۱۹۱۶
سیارک ۱۹۱۶ (به انگلیسی: 1916 Boreas، نامگذاری:1953RA) هزار و نهصد و شانزدهمین سیارک کشف شده‌است که در ۱ سپتامبر ۱۹۵۳ کشف شد.
قدر مطلق سیارک برابر ۱۴٫۹۳ است.